# Hannelore Valencak
Hannelore Valencak (Donawitz, 23 janvier 1929 - Vienne, 9 avril 2004) est une physicienne, écrivaine, poétesse et auteure de littérature jeunesse autrichienne.

## Biographie
Elle a étudié la physique à l'Université de Graz, dont elle est ressortie diplômée en 1955. 
Elle a reçu plusieurs prix pour sa carrière d'écrivain.

## Quelques ouvrages
- Nur dieses eine Leben, Gedichte, 1966
- Regenzauber , 1976

## Prix et distinctions
- 1957 : Prix autrichien pour la promotion de la littérature (de)
- 1963 : Prix d'encouragement, Prix Peter-Rosegger
- 1966 : Prix Peter-Rosegger
- 1978 : (international) « Honor List »[1], de l' IBBY, catégorie Illustration, pour  Regenzauber